# خاک‌ورزی نواری

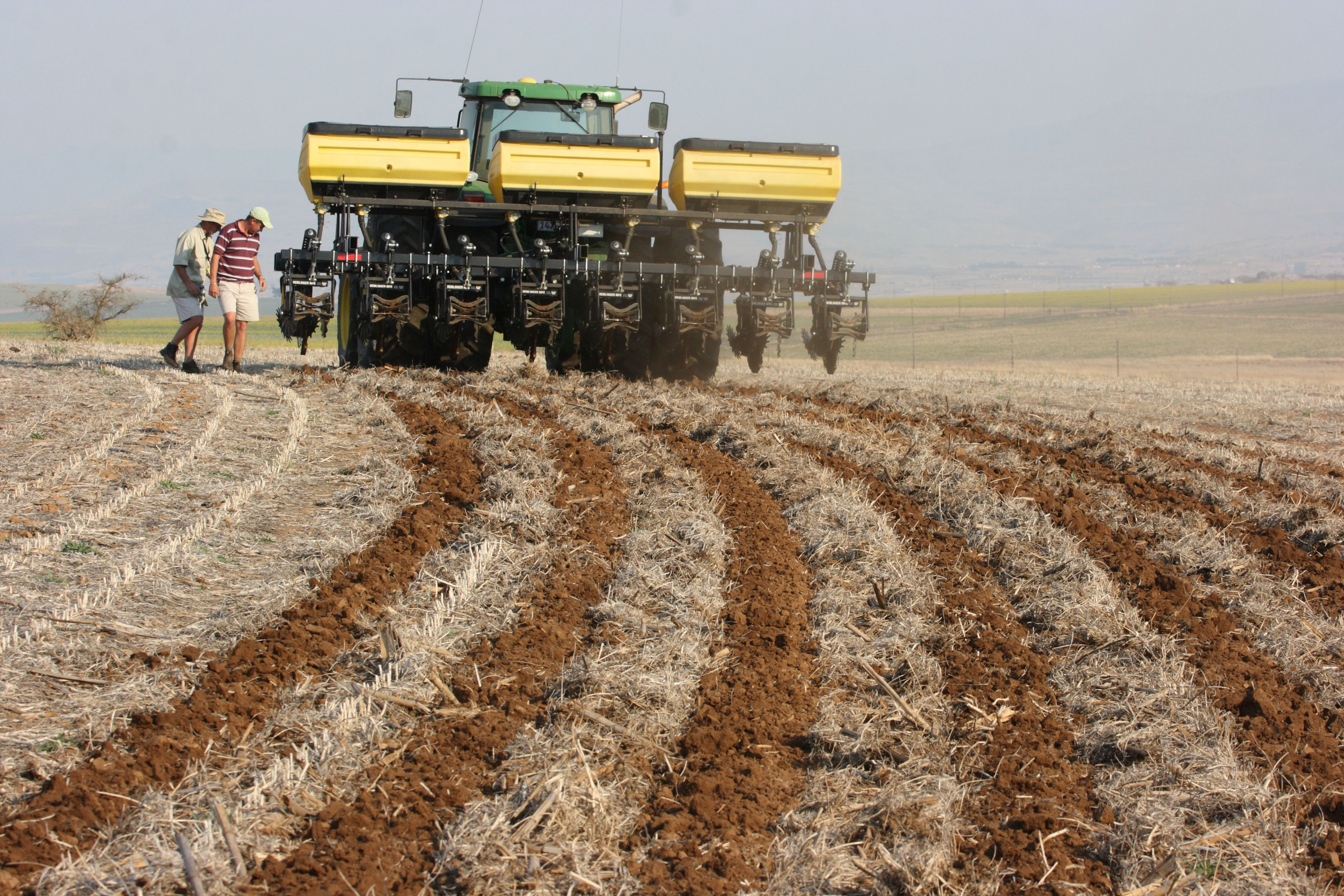
نمایش خاک‌ورزی نواری

خاک‌ورزی نواری (به انگلیسی: Strip-till)، یک سیستم حفاظتی است که از کمترین خاک‌ورزی بهره‌گیری می‌کند. این روش ترکیبی از فواید خاک‌ورزی متعارف خشک‌کردن و گرم‌کردن خاک با مزایای محافظت از خاک بدون خاک‌ورزی است و تنها بخشی از خاک که قرار است ردیف بذر را دربر بگیرد، خاک‌ورزی می‌شود. این نوع خاک‌ورزی با تجهیزات ویژه انجام می‌شود و می‌تواند کشاورز را ملزم به انجام چندین سفر کند، بسته به وسیله خاک‌ورزی به‌کاررفته و شرایط مزرعه. هر ردیفی که به صورت نواری کاشته شده‌است، معمولاً حدود هشت تا ده اینچ پهنا دارد.